# Пищеварительная железа моллюсков
Пищеварительная железа (также гепатопанкреатическая железа, печень, печёночно-поджелудочная железа) — орган, входящий в  пищеварительную систему моллюсков.

## Общее строение и функции
Онтогенетически представляет вырост средней кишки и сохраняет связь с пищеварительным трактом посредством выводных протоков. Функционально сходна с печенью позвоночных животных, участвуя в переваривании и всасывании пищи, а также являясь местом откладывания резервных питательных веществ (жиров и углеводов). Как правило, выполняет также функции поджелудочной железы (исключение: класс головоногих, у представителей которого имеется отдельная поджелудочная железа). Особенностью печени у мягкотелых является способность её клеток к фагоцитозу, то есть пищеварение осуществляется внутриклеточно.

## Вариации в строении
У большинства моллюсков пищеварительная железа — объёмистая (сравнительно с размером животного), состоит из нескольких долей (так, двустворчатых отличает трёхлопастная железа). Может открываться в пищеварительный тракт 1—2, либо множеством протоков.
Головоногим и брюхоногим моллюскам свойствена непарная пищеварительная железа, моноплакофоры, лопатоногие, панцирные и двустворчатые моллюски обладают парным органом. Кроме того, в различных систематических группах печень может быть связана как с кишечником (панцирные, моноплакофоры), так и с желудком (лопатоногие, брюхоногие, двустворчатые), а у головоногих выводные протоки открываются в спиральный слепой придаток желудка.
У некоторых видов рода Солемии (Solemya) (морские двустворчатые) наблюдается полная редукция пищеварительной системы и печени. Предполагается, что они усваивают питательные вещества за счёт хемосинтезирующих микроорганизмов.

## Интересные факты
У брюхоногих моллюсков с турбоспиральной формой раковины (например, у прудовика) большая часть печени располагается в последних витках спирали.